# Dorcadion isernii
Dorcadion isernii är en skalbaggsart som beskrevs av Pérez-arcas 1868. Dorcadion isernii ingår i släktet Dorcadion och familjen långhorningar. Inga underarter finns listade i Catalogue of Life.